# 포진성 구협염
포진성 구협염(疱疹性口峽炎; 영어:Herpangina) 혹은 포진성 구내염은 헤르페스 목구멍염이라고 불리며, 엔테로바이러스의 한 종류에 의해 발생하는 질환이다. 주로 이 질병은 수족구병 바이러스와 함께 콕사키(Coxsackie) A 바이러스 종류에 속하는 바이러스에 의하여 발생하며, 콕사키 B 바이러스나 에코 바이러스도 발병을 시킬 수 있다. 대부분의 포진성 구협염 감염은 여름에 발생하며, 대부분의 어린에게 영향을 끼친다. 때때로 청소년과 성인들도 감염될 수 있다. 1920년에 처음으로 인지되었다.

## 증상
포진성 구협염은 보통 인후통, 두통, 식욕부진, 목 통증, 고열이 발생하는 증세를 보이며 여름에 유아나 어린 아이에게 주로 발병한다. 발병 후 2일 이내에 평균 1-2mm 직경의 소포가 4~5개(20개까지 발생할 수 있다.) 나타난다. 24시간이 지나면, 직경이 5mm보다 크지 않은 얕은 궤양이 되고, 1~7일만에 치유된다. 이 병은 편도선에서 가장 흔히 나타나지만, 연약한 입천장, 편도선, uvula 또는 협에도 나타난다.
입의 뒷부분, 특히 연구개 또는 편도 기둥에 적은 수의 병변(보통 2개~6개)이 형성된다. 병변은 처음에 붉은 황반에서 소포로, 마지막으로 궤양으로 진행된다. 크기는 2-4mm이다.
목이 따가워 음식물을 삼키기가 어렵고, 삼킬 때에 귀에 통증이 있을 수 있다. 구강의 뒷 부분의 통증으로 인하여 먹지를 못하면 탈수 등의 증세가 동반될 수 있으며, 구토나 복통, 설사 등의 증세를 부할할 수도 있다.

## 감염경로
엔테로바이러스는 사람만이 유일한 자연 숙주이므로 오직 사람을 통해서만 전염되는데 주로 변으로 함께 나온 장 바이러스가 손에 옮겨 음식물을 통해 다시 입안으로 들어가게 되거나 호흡기에서 나와 공기 중에 떠 있다가 다른 아이가 숨쉴 때 몸 속으로 들어가 전염되게 된다. 특히 아무것이나 잘 빨고 만지는 아이들은 입을 통해 쉽게 전염될 수 있으므로 소아에서 소아로 쉽게 전달되고 가족내 전파도 쉽게 일어나게 된다.
따라서 엄마들이 아이에게 상당한 주의를 기울린다 하여도 병에 잘 걸리게 되는 것이다.

## 치료
특별한 치료제는 없다. 이부프로펜이나 아세타미노펜으로 통증을 완화시켜주는 것이 좋으며, 아스피린은 사용하지 않아야 한다. 치유하는데 1주일정도 걸리며 찬 음료나 아이스크림을 먹는 것을 권장하며, 뜨겁거나 시거나 튀긴 음식은 피하는 것이 좋다. 극히 일부의 경우 뇌수막염, 뇌염, 심근염 등을 일으키는 경우가 있어 심한 구토, 경련, 탈수 등의 증세가 보이면 바로 병원에 방문해야 한다.